# Roccella fuciformis
Roccella fuciformis és una espècie de fong liquenitzat i és l'espècie tipus del gènere Roccella. Es fa servir per a fer paper de tornassol junt amb dues espècies de líquens més: Roccella tinctoria i Lecanora tartarea.